# Borstelzoom

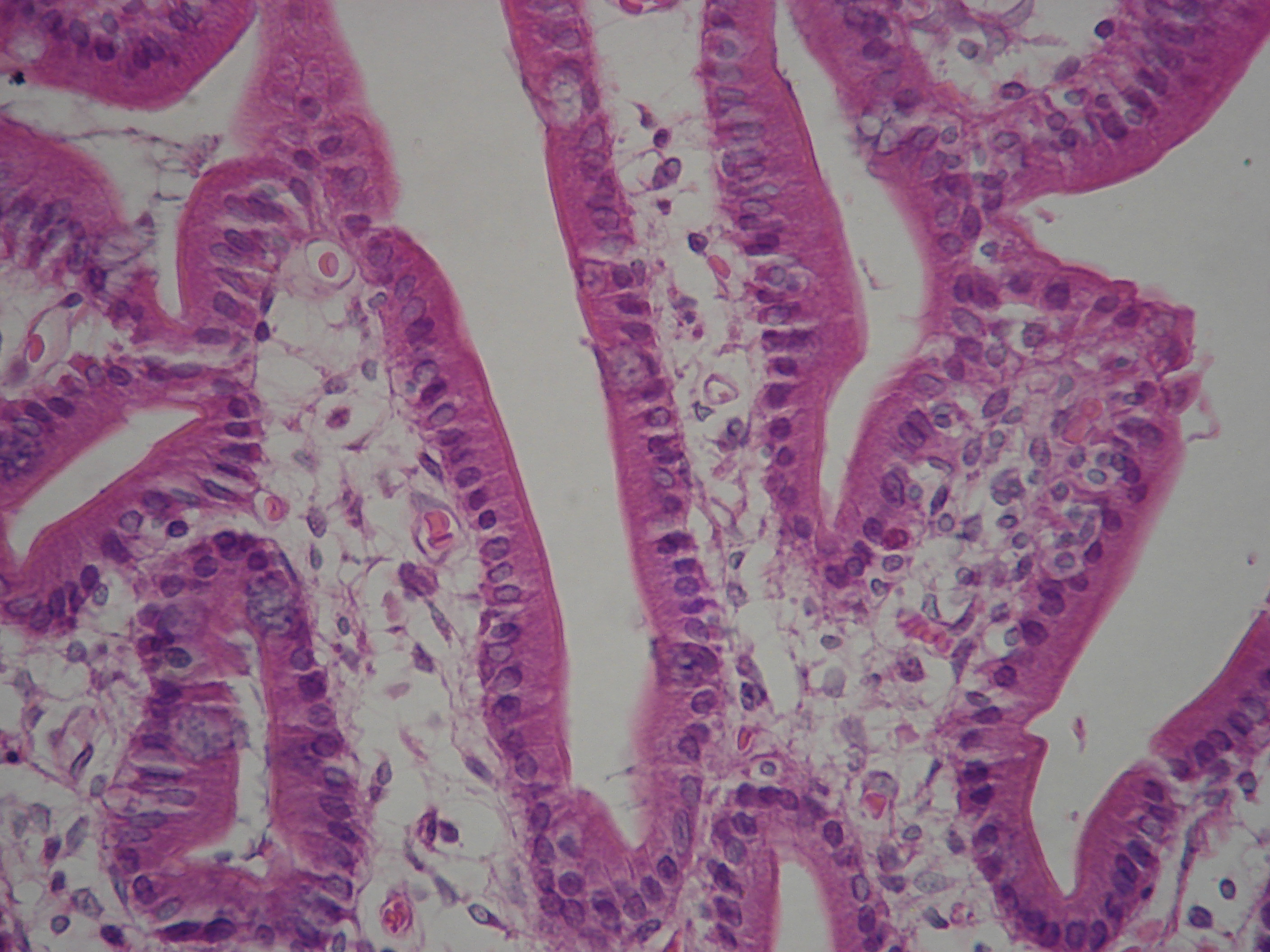
twaalfvingerige darm met borstelzoom (microvilli)

De borstelzoom is de homogene laag die aan de apicale zijde (de bovenkant/de naar de darmholte gerichte kant) van de absorberende cellen in de dunne darm, en van de epitheelcellen in de proximale tubulus (in de nieren) zichtbaar is. Als dit weefsel wordt bekeken onder een lichtmicroscoop, dan ziet men dat de borstelzoom bestaat uit een groot aantal dicht opeengepakte microvilli.
Deze microvilli zorgen voor een 20-voudige vergroting van het darmoppervlak van de dunne darm. De oppervlaktevergroting vergemakkelijkt de opname van voedingsstoffen aanzienlijk.